# Julius Kariuki
Julius Kariuki (Nyahururu, Kenya, 12 de juny, 1961) és un ex atleta kenyià de 3000 m obstacles.
Kariuki debutà en una gran competició internacional als Jocs Olímpics de 1984, on fou setè en 3000 obstacles. L'any següent guanyà aquesta prova als campionats d'Àfrica, seguint una victòria a la Copa del Món de la IAAF. Als Jocs Olímpics de Seül 1988 es proclamà campió, superant el seu company i favorit Peter Koech. Acabà amb un temps de 8:05.51, a escasses centèsimes del rècord mundial de Henry Rono de 8:05.40.
El 1989, Kariuki guanyà els 10.000 metres a l'Universiada i els 3000m obstacles de nou a la Copa del Món de la IAAF. El 1990 guanyà l'or als Jocs de la Commonwealth i fou quart al Campionat del Món de l'any 1991.